# Milan Fridrich (novinář)
Milan Fridrich (* 5. srpna 1970 Český Brod) je český novinář, zahraniční zpravodaj, mediální manažer a novinový, rozhlasový a televizní publicista, ředitel divize Program v České televizi.

## Profesní život

### Studium a začátek kariéry
Vystudoval filosofii na Filosofické fakultě Univerzity Karlovy (1995) a management na Prague Institute of Business (2013). V roce 2016 se rovněž ve Španělsku a USA účastnil „Executive Programme“ Evropské vysílací unie EBU pro top manažery evropských veřejnoprávních médií.
Kariéru začínal v roce 1995 v Českém rozhlase jako zahraniční reportér a moderátor na Českém rozhlase 6 – Rádiu Svobodná Evropa a poté na Radiožurnálu. V roce 1997 se stal vedoucím zahraniční redakce Radiožurnálu a zároveň pravidelně moderoval pořady Stalo se dnes, Ranní ozvěny Polední ozvěny či Radiofórum. Poté pracoval v Hospodářských novinách a následně v České televizi.

### Zahraničním zpravodajem
V roce 1998 otevíral Milan Fridrich zpravodajský post Českého rozhlasu v Bruselu a stal se historicky prvním stálým reportérem rádia v Belgii při Evropském společenství a NATO. Během následujících let provázel české posluchače Radiožurnálu a dalších stanic Českého rozhlasu a čtenáře Týdne, Eura, Nedělních novin, Mezinárodní politiky, Respektu a dalších odborných periodik evropskou integrací, vstupováním ČR nejprve do NATO a poté Evropské unie. 
V roce 2003 přešel v rámci bruselského angažmá z rozhlasu do vydavatelství Economia a stal se stálým zpravodajem Hospodářských novin a Ekonomu. Svou bruselskou misi ukončil v červnu 2005.

### Působení v České televizi
Do České televize nastoupil Milan Fridrich v roce 2005 po návratu z Bruselu. Spoluzakládal zpravodajský kanál ČT24 a byl jeho šéfeditorem. V roce 2006 se navíc stal vedoucím Dobrého rána vysílaného na ČT1 a ČT24. Změnil jeho původní lifestylovou podobu na zpravodajský formát a stejně tak název - na Studio 6. V tomto formátu vysílá Studio 6 dodnes. 
V roce 2007 se stal ředitelem zpravodajství, aktuální publicistiky a sportu a řídil jak ČT24, tak ČT sport a veškerou produkci tohoto ředitelství pro ČT1 a ČT2. Během Fridrichovy éry prošla ČT24 razantní modernizací s důrazem na živé vysílání a mimořádné přenosy, které se staly populárními a vedly k tomu, že se zpravodajská ČT24 stala jednou z nejsledovanějších stanic podobného typu v Evropě s postupným nárůstem sledovanosti až k 5% podílu na trhu. V roce 2009 se o něm v politických a mediálních kuloárech mluvilo jako o potenciálním kandidátovi na generálního ředitele ČT, když Jiří Janeček ztratil politickou podporu a byl kritizován za řízení ČT médii a odbornými svazy. Fridrich ale nekandidoval a Jiří Janeček ve volbě post obhájil. 
V roce 2010 byl Milan Fridrich po restrukturalizaci managementu České televize (zřízením výkonných ředitelů jednotlivých kanálů a zrušením funkcí ředitele zpravodajství a programu) pověřen jako výkonný ředitel vybudováním nového útvaru Nových médií. Měl za úkol dostat Českou televizi na nové internetové platformy – především pak ve formě aplikací a widgetů do mobilů, tabletů a chytrých televizí (ve formě HbbTV). Během jednoho roku se pak stala nová média ČT viditelnou součástí českého internetu a v mobilních aplikacích co do počtu uživatelů českou jedničkou. To se odrazilo v roce 2011 v tom, že Nová média ČT obdržela Hlavní cenu českého internetu Křišťálová lupa v kategorii Osobnost českého internetu zaujal ten rok Fridrich bronzovou pozici. V současnosti má některou z aplikací ČT24, ČT sport nebo iVysílání přes 2 miliony uživatelů. 
V roce 2011 byl po nástupu Petra Dvořáka do čela ČT jmenován Milan Fridrich ředitelem programu, a tak přímo řídil ČT1, ČT2 a od roku 2013 (kdy kanály vznikly) mu podléhali i výkonní šéfové kanálů Déčko a ČT art. Program ČT od té doby konstantně posiluje ve sledovanosti a inovativnosti.[zdroj?] Mezi lety 2012 až 2024 se stala ČT jako skupina programů osmkrát lídrem českého televizního trhu (poprvé v historii v roce 2012) a narostly rovněž kvalitativní parametry, kterými ČT měří spokojenost diváků s vysíláním na 8,5 (na škále od 1 do 10).
V letech 2015–2019 byl Milan Fridrich místopředsedou Televizního výboru Evropské vysílací unie EBU.
V dubnu 2023 na summitu EBU ve Varšavě byl Fridrich znovu zvolen do Televizního výboru EBU jako jeho člen. 
V září 2023 oznámil nový generální ředitel ČT Jan Souček, že i po jeho nástupu do funkce od října 2023 bude Fridrich ředitelem divize Program a bude mít pod sebou výkonné ředitele programů ČT1, ČT2, ČT sport, ČT art a ČT :D. Od dubna 2024 řídí Fridrich kanály ČT1 a ČT2 přímo (poté co byly zrušeny funkce výkonných ředitelů).
V roce 2025 podal kandidaturu na funkci generálního ředitele České televize. Dne 11. června 2025 postoupil do užšího výběru pěti kandidátů a kandidátek (získal čtvrtý, resp. pátý nejvyšší počet hlasů, konkrétně 10 hlasů). O týden později dne 18. června 2025 obdržel v prvním kole volby 8 hlasů a postoupil tak do druhého kola společně s Hynkem Chudárkem. Ani druhé kolo a třetí kolo o vítězi nerozhodlo. Ke zvolení totiž bylo nutné získat aspoň 10 hlasů, ovšem v druhém kole Chudárek dostal devět hlasů a Fridrich osm, ve třetím Fridrich devět a Chudárek osm. Volba tak pokračovala čtvrtým dne 25. června 2025. Při ní se Fridrich vzhledem k patové situaci rozhodl z volby odstoupit a generálním ředitelem tak byl zvolen Chudárek. Ten Fridrichovi na oplátku přislíbil, že se stane jeho statutárním zástupcem.

### Další aktivity
V roce 2005 stál Milan Fridrich u rozjezdu Aktuálně.cz, prvního samostatného internetového zpravodajského serveru v ČR jako jeho deníkový blogger (2005–2006). Napsal dvě knihy cestopisů Mazlení s vepři a Valčík s babiznou. S ČT natočil cca 70 cestopisů Postřehy odjinud – z Belgie, Nizozemska, Itálie, Lucemburska a Turecka a jeden díl 13 komnaty s Jožo Rážem, frontmanem skupiny Elán.
V letech 2004–2008 psal každý týden fejeton do Víkendu Hospodářských novin v rubrice Svět Milana Fridricha a poté Očima Milana Fridricha. Mezi lety 2005 až 2008 vedl rovněž profilové rozhovory s významnými českými a zahraničními osobnostmi v příloze HN Proč ne?!, kde měl rovněž svou rubriku Město Zn. Doporučeno. V letech 2007–2008 psal rovněž sloupky do regionálních Deníků vydavatelství VLM (tehdy Vltava-Labe-Press).

## Ocenění
- Hlavní cena českého internetu Křišťálová Lupa 2011 za webové a mobilní projekty ČT v kategorii „Projekt roku“ a v témže roku i 3. místo v kategorii „Osobnost roku“
- Titul „Vizionář roku 2011“ od společnosti CzechInno